# Kuban (rijeka)
Kuban ili Kubanj (abazinski: Къвбина, adigejski: Псыжъ, kabardinski: Псыжь, karačajsko-balkarski: Къобан, latinski: Hypanis ili Vardanes, nogajski: Кобан, ruski: Кубань, straogrčki: ‛Ύπανις) velika je ruska rijeka koja proteče zemljopisnom regijom Sjeverni Kavkaz, na jugozapadu europskoga dijela Rusije. Proteče preko teritorija Karačajevo-Čerkezije, Stavropoljskoga i Krasnodarskoga kraja i Republike Adigeje.
S dužinom toka od 870 km najveća je rijeka na Sjevernome Kavkazu, i poslije Dona najveća pritoka Azovskoga mora. Plovna je nizvodno od Ust-Labinska. Najveći gradovi koji leže na njenim obalama su Čerkesk, Nevinomisk, Armavir, Kropotkin, Krasnodar i Temrjuk.
Ukupna površina njenoga slijevnoga područja je oko 57.900 km2, a prosječan protok oko 425 m3⁄s. U rijeku Kuban ulijeva se gotovo 14.000 manjih i većih pritoka, a zanimljivo je da se gotovo sve pritoke ulijevaju s lijeve strane. Najveće pritoke Kubana su Urup, Laba, Mali i Veliki Zelenčuk, Belaja, Pšiš i druge. U donjem dijelu toka Kuban proteče kroz umjetno Krasnodarsko jezero površine oko 420 km2, najveću jezersku površinu u tome dijelu Rusije. U Azovsko more se ulijeva u obliku prostrane riječne delte površine oko 4.300 km2.

## Etimologija
Suvremeno ime rijeke − Kuban − jedan je od skoro tri stotine naziva koji se mogu pronaći u literaturi, a odnose se na ovaj vodotok. Antički povjesničar Herodot opisivao je ovu rijeku pod imenom Ύπανις (Ipanis), dok je u latinskim izvorima bila poznata i kao Hypanis i Vardanes. Suvremeni naziv rijeke izveden je najvjerojatnije iz karačajsko-balkarskoga jezika, odnosno od riječi Къобан koja može imati dva značenja − „velika rijeka koja se izljeva” ili prosto „potok”.
Njemački filolog Paul Kretschmer izjednačava suvremeni naziv rijeke s vedskim nazivom rijeke Kabul, pritoke Inda (Kubhā).

## Geografsko-hidrološke karakteristike
Rijeka Kuban svoj tok započinje na sjeverozapadnima obroncima planine Elbrus na Kavkazu i nastaje spajanjem rijeka Ulukam i Učkulan na nadmorskoj visini od 1339 metara. U gornjem dijelu toka, sve do grada Nevinomiska, teče u smjeru sjevera kroz uski i duboki kanjon i na tom dijelu toka karakteriziraju je veliki i nagli padovi i brojni manji vodopadi i brzaci. U srednjem dijelu toka teče preko dosta ravnijih i terasastih područja, a zatim naglo skreće k zapadu i u tome dijelu toka uz lijevu obalu formira se široka naplavna ravnica koja kod Ust-Labinska dostiže širinu i do 4 km. U tome dijelu toka u koritu se nalaze brojni plićaci i brzaci. Nizvodno od ušća Labe rijeka se naglo širi i do 20 km, i u tome dijelu nalazi se umjetno Krasnodarsko jezero, najveća ujezerena površina na Sjevernome Kavkazu površine 420 km2. Područje između ušća Labe i Afipsa je ujedno i najniži dio i na tome teritoriju se duž rijeke formirala prostrana Adigejska močvara površine oko 300 km2. Močvarna područja u donjem dijelu toka su znatno prostranija i zauzimaju područja površine oko 800 km2 (Zakubanske močvare). Na 116. km uzvodno od ušća, od glavnoga toka odvaja se rukavac Protoka i na tome mjestu počinje prostrana Kubanska delta površine oko 4.300 km2. Više od polovine vode iz Kubana ulijeva se u Azovsko more upravo preko rukavca Protoka. Na nekih 20 km uzvodno od ušća glavnoga toka u Temrjučki zaljev izdvaja se rukavac Stari Kuban koji preko Kiziltaškoga limana jedan dio vode iz rijeke odnosi k Crnome moru.
U gornjem dijelu toka rijeka se uglavnom hrani vodom iz ledenjaka i vodom od otopljenoga snijega s visokoplaninskih vrhova (oko 50%). U srednjem i donjem dijelu toka najveći preljev vode dolazi iz podzemnih izvora i od kišnice (oko 60%). Voda u rijeci nikada se ne zamrzava, čak ni u gornjem dijelu toka, većinom zahvaljujući velikim brzinama toka. Karakteriziraju je 6 do 7 razdoblja maksimalnoga vodostaja tijekom ljetnjoga i zimskoga dijela godine. Kolebanje razine vode u rijeci dostiže do 5 metara, s makskimalnim vodostajem u lipnju, i minimalnim u veljači. Razine vode u rijeci dosta je stabiliziran nakon gradnje Nevinomiskoga kanala, Krasnodarskoga i Šapsuškoga jezera.
Ukupna dužina vodotoka je 870 km, odnosno 906 km, ako se za ishodišnu točku uzima izvorište rijeke Ulukam (na nadmorskoj visini od 2970 m). Površina slijevnoga područja Kubana je oko 58.000 km2. Prosječan protok vode u rijeci kod Krasnodara je oko 425 m3⁄s, dok je prosječan protok u gornjem dijelu toka kod Armavira oko 163 m3⁄s. Svake godine rijeka Kuban u Azovsko more u prosjeku ulije 12 – 13 km3 vode, oko 8 milijuna tona sedimenata i oko 4 milijuna tona rastvorenih mineralnih soli. Količina nerastvorivih materijala u riječnoj vodi u prosjeku iznosi oko 682 g/m3, a salinitet vode u donjem dijelu toka može dostići vrijednosti i do 1000 mg/l (u prosjeku je između 50 i 400 mg/l). Prosječan pad riječnoga korita je oko 1,53 m/km toka.
Gotovo sve najvažnije pritoke Kubana imaju sjeverni pravac toka, teku sa sjevernih obronaka Velikoga Kavkaza i ulijevaju se u Kuban kao njegove lijeve pritoke. Zanimljivo je da nizvodno od Nevinomiska rijeka Kuban ne prima ni jednu pritoku s desne strane. Najvažnije pritoke su: Veliki i Mali Zelenčuk, Urup, Laba, Belaja, Pšiš, Psekups, Afips i Adagum (sve lijeve pritoke). Nizvodno od Ust Labinska plovna je i za veće brodove. U porječju rijeke Kuban nalazi se preko 14.000 većih i manjih rijeka ukupne dužine riječne mreže od čak 9.482 km.

## Geologija i povijest
Prije nekoliko deset tisuća godina na mjestu uz današnji donji tok Kubana nalazio se prostrani zaljev Azovskoga mora koji se prostirao od Tamanskoga poluotoka do Primorsko-Ahtarska na sjeveru i Krasnodara na jugu. Rijeka je postepeno zasipala zaljev velikima količinama sedimenata, što je dovelo do formiranja nanosa koji je zaljev odvojio od mora i pretvorio ga u lagunu. U narednome razdoblju i sama laguna je ispunjena sedimentima i pretvorena u današnju deltu. Značajan doprinos u zasipanju prvotnoga zaljeva dali su i brojni blatni vulkani koji su dali značajan doprinos u formiranju južnoga dijela suvremene delte.
Sve do kraja 19. stoljeća najveći dio vode iz rijeke otjecao je k Crnome moru, ali je zbog intenzivnih melioracijskih radova koji su uslijedili u narednome razdoblju riječna delta isušena, a tokovi brojnih rukavaca regulirani. Reguliranju razine vode u rijeci umnogome je doprinijela i gradnja umjetnoga Krasnodarskoga jezera koje je ispunjeno vodom u razdoblju od 1973. do 1975. godine. Tako je nekada močvarna i plavna delta Kubana danas isušena i pretvorena u poljoprivredno zemljište i jedno od najvažnijih područja uzgoja riže u Rusiji.

## Vanjske poveznice
- Kuban Hrvatska enciklopedija
- Кубань, Velika sovjetska enciklopedija
- Река Кубань, www.anapacity.com
- Река Кубань, otdih.nakubani.ru.
- Верховья Кубани  Arhivirana inačica izvorne stranice od 16. rujna 2008. (Wayback Machine), www.dombayinfo.ru.